# Hyboscarta caduca
Hyboscarta caduca är en insektsart som beskrevs av Ronald Gordon Fennah 1951. Hyboscarta caduca ingår i släktet Hyboscarta och familjen spottstritar. Inga underarter finns listade i Catalogue of Life.